# Flavius Domide
Flavius Domide (ur. 11 maja 1946 w Aradzie) – rumuński piłkarz występujący na pozycji napastnika. Uczestnik Mistrzostw Świata 1970 w Meksyku.
W latach 1966–1979 był zawodnikiem UT Arad.